# Violeta Mițul
Violeta Mițul, född 3 april 1997 i Tiraspol, Transnistrien, död 4 september 2023 i Vopnafjörður, Island, var en moldavisk fotbollsspelare. Mițul spelade med det moldaviska damlandslaget och sedan 2022 fram till hennes död i den isländska klubben Einherji.
Hon spelade 42 landskamper med det moldaviska landslaget och har även spelat två matcher i Uefa Women's Champions League med sin tidigare armeniska klubb Hayasa, säsongen 2021/2022.